# ГЕС Стара Лакспана
ГЕС Стара Лакспана – гідроелектростанція у Шрі-Ланці. Знаходячись між ГЕС Вімаласурендра та ГЕС Пойпітія, становить нижній ступінь однієї з гілок гідровузла у сточищі річки Келані, яка на північній околиці Коломбо впадає до Лаккадівського моря (західне узбережжя острова).
В межах проєкту річку Кехелгаму-Оя (правий витік Келані) перекрили бетонною гравітаційною греблею Нортон заввишки 29 метрів та завдовжки 103 метри, яка утримує невелике водосховище з об’ємом 394 тис м3 (корисний об’єм 245 тис м3). Зі сховища починається дериваційний тунель завдовжки 2,6 км, який проходить під водорозділом з річкою Маскелі-Оя (лівий витік Келані). Завершальну ділянку траси становлять напірні водоводи довжиною по 1,5 км.
Машинний зал у 1950-му ввели в експлуатацію з трьома турбінами типу Пелтон потужністю по 8,3 МВт, до яких за вісім років додали ще дві того ж типу потужністю по 12,9 МВт. При чистому напорі у 449 метрів це обладнання повинне забезпечувати виробництво 286 млн кВт-год електроенергії на рік. 
Відпрацьована вода потрапляє у водосховище греблі Лакспана та спрямовується на наступну станцію гідровузла.
Видача продукції відбувається по ЛЕП, розрахованій на роботу під напругою 132 кВ.
Можливо також відзначити, що біч-о-біч з машинним залом ГЕС Стара Лакспана знаходиться аналогічна споруда ГЕС Нова Лакспана, котра належить до іншої гілки гідровузла у сточищі Келані.